# Brya subinermis
Brya subinermis är en ärtväxtart som beskrevs av Leon och Brother Alain. Brya subinermis ingår i släktet Brya och familjen ärtväxter. Inga underarter finns listade i Catalogue of Life.